# San Pawl il-Baħar

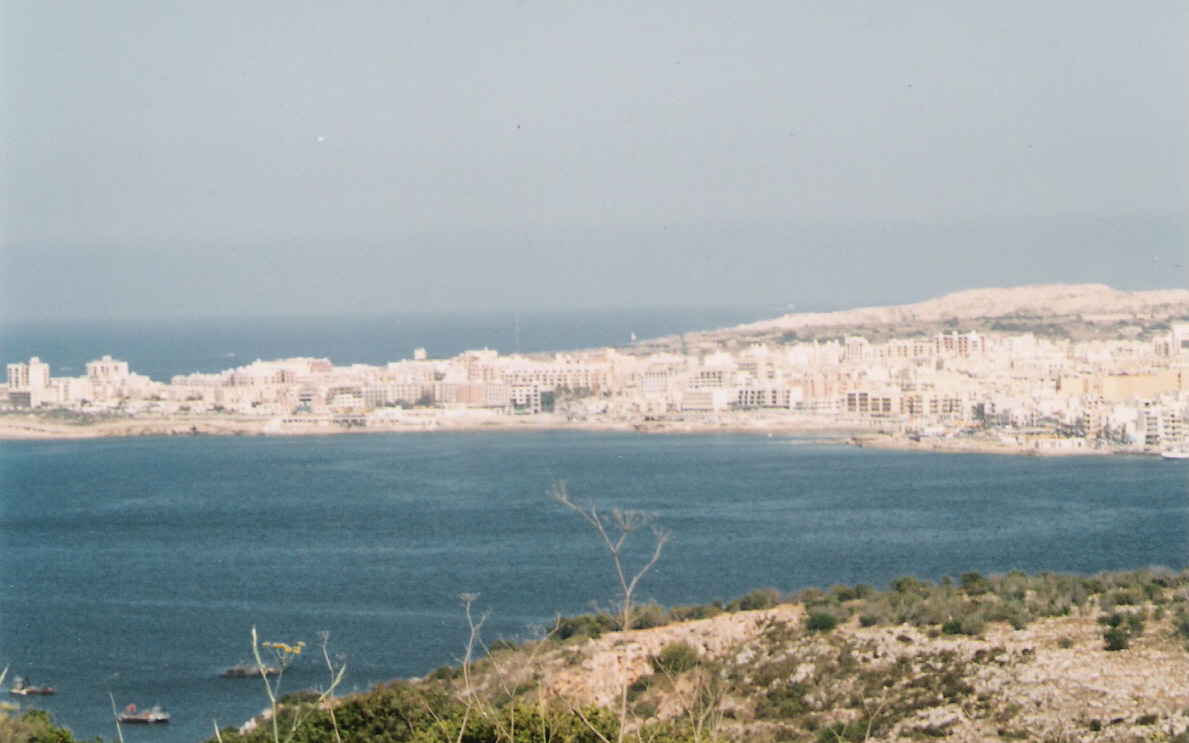
Bucht und Stadt (Ortsteil Buġibba)

San Pawl il-Baħar (englisch St. Paul’s Bay) ist eine Mittelstadt im Nordwesten der Insel Malta und mit 31.789 Einwohnern (Stand 31. Dezember 2020) größte Gemeinde des Landes. Sie besteht aus den mehreren Ortsteilen und Zonen wie Burmarrad, Qawra, Xemxija und dem größeren Buġibba im Südwesten an der St. Paul’s Bay. Das Kap Qawra Point trennt Buchten und Ortsteile. Die Ortsteile untergliedern sich in zusammen 51 Wohngebiete.

## Geschichte
Als Malta unter römischer und byzantinischer Herrschaft stand (ca. 218 v. Chr. bis 870 n. Chr.), lebten in der Region um St. Paul’s Bay hauptsächlich Bauern und Fischer. Als Behausungen dienten überwiegend natürliche Höhlen.
In Zeiten der arabischen Besatzung (870–1091 n. Chr.) haben die Einwohner die Region um St. Paul’s Bay verlassen. Nach den Arabern kamen die Normannen und herrschten rund 100 Jahre über die Insel, bis 1194. Es folgten die Schwaben und einige spanische Herren (Aragon, Castillien), bevor der Malteserorden die Insel für 268 Jahre besaß.
Die britische Machtergreifung in Malta um 1800 führte zu einer nachhaltigen Neubesiedelung von St. Paul’s Bay.

## Gliederung
Die weit ausgebreitete Siedlung unterteilt sich in folgende Wohngebiete:
| - Bajda Ridge - Buġibba - Burmarrad - Busewdien - Daħlet il-Fekruna - Erba' Mwieżeb - Għajn Astas - Għajn Rasul - Għar Għasfur - Ħotba ta' San Martin - Il-Ballut - Il-Ħamra - Il-Palma - Il-Wileġ - L-Imbordin - Mdawra - Mistra Bay (Qala l-Mistra) | - Miżieb - Port Bur-Marrad - Pwales Beach (Ramla tal-Pwales) - Qawra - Qawra Point (Ras il-Qawra) - Rdum l-Abjad (White Cliffs) - Rdum Rxawn - Rdum Tal-Maħruq - Rxawn Point - Safsafa - San Martin - San Pawl Milqi - Simar - Tal-Arġentier - Tal-Basal - Ta' Ċampra - Tal-Fjuri | - Ta' Garrum - Tal-Għażżelin - Tal-Qadi - Tal-Qarbuni - Ta' Rkuplu - Tal-Veċċja - Tax-Xama' - Ta' Xewka - Wardija - Wardija Heights - Wardija Ridge - Wied Bufula - Wied Qannotta - Wied Sardin - Wied tal-Mistra - Wied tal-Pwales - Xemxija |

## Wirtschaft, Bedeutung
Die Haupteinnahmequelle der Stadt St. Paul’s Bay war in der Vergangenheit der Handel, die Fischerei und die Schifffahrt.
Seit den 1990er Jahren bestimmt der Tourismus die Wirtschaft des Ortes. Neben den ausländischen Touristen mieten auch viele Malteser für den Sommer hier Ferienwohnungen.
Die strategische Lage entlang der Route von Valletta zu den Inseln Gozo und Comino machen St. Paul’s Bay nach wie vor zu einem Umschlagsplatz für die Güter umliegender Ländereien des Nordwestens von Malta.

## Bauwerke
In den Ortsteilen stehen insgesamt drei katholische Kirchen, darunter in Qawra die Ende des 20. Jahrhunderts errichtete St.-Franziskus-von-Assisi-Kirche. Immer mehr Hotels bestimmen das Bild der einzelnen Ortsteile.

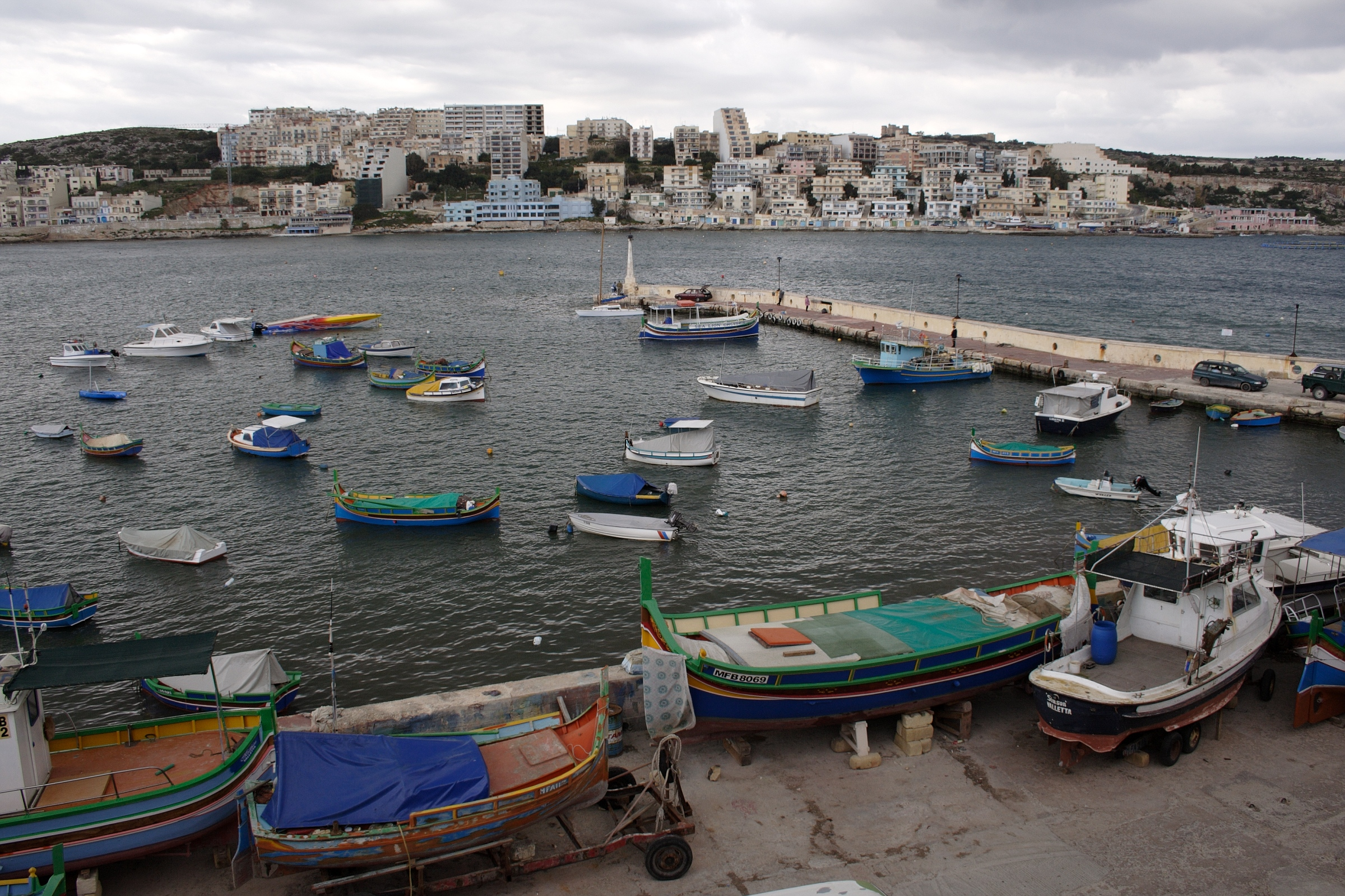
Bucht und Ortsteil Xemxija
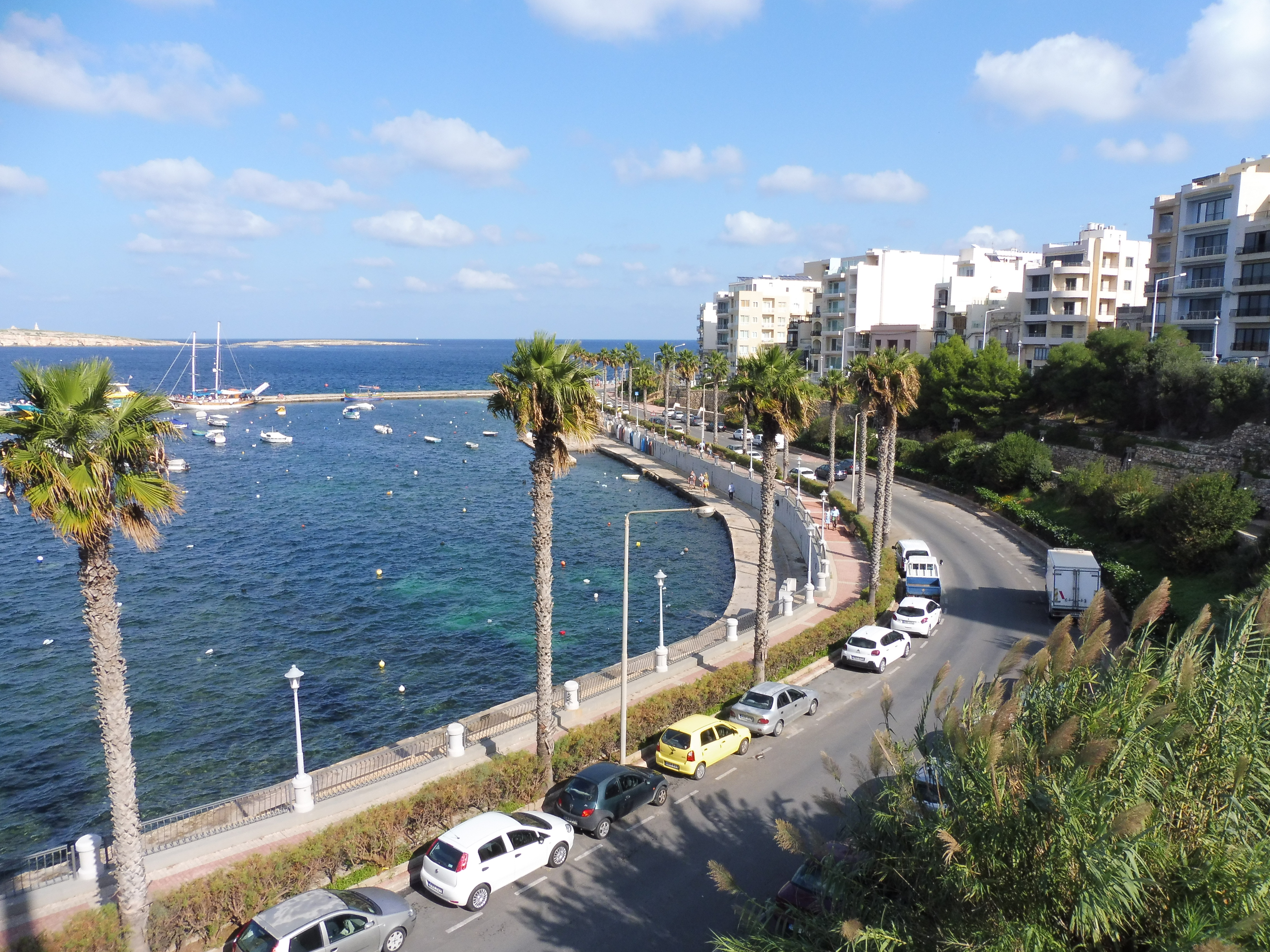
Uferstraße
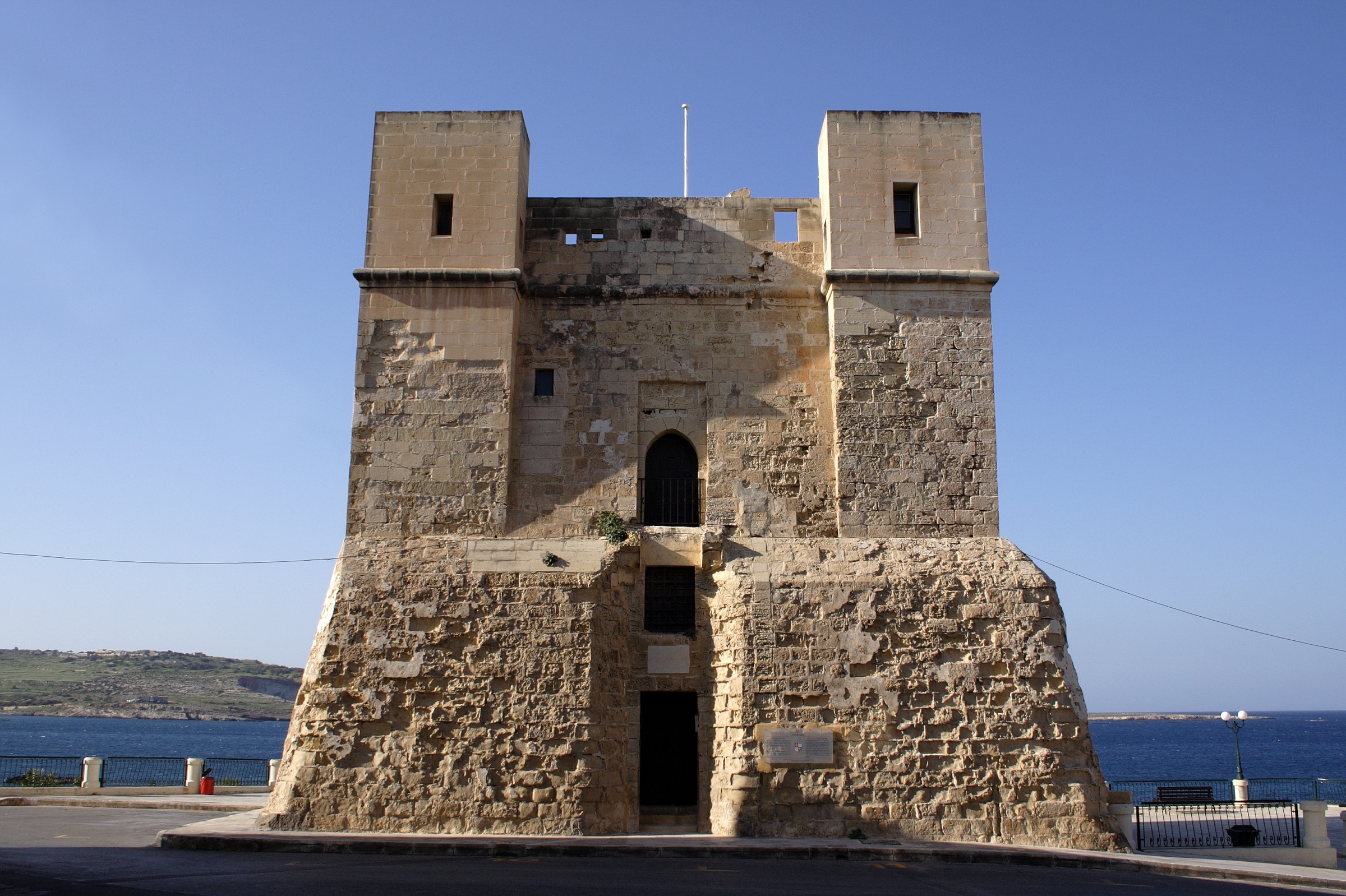
Wignacourt Tower
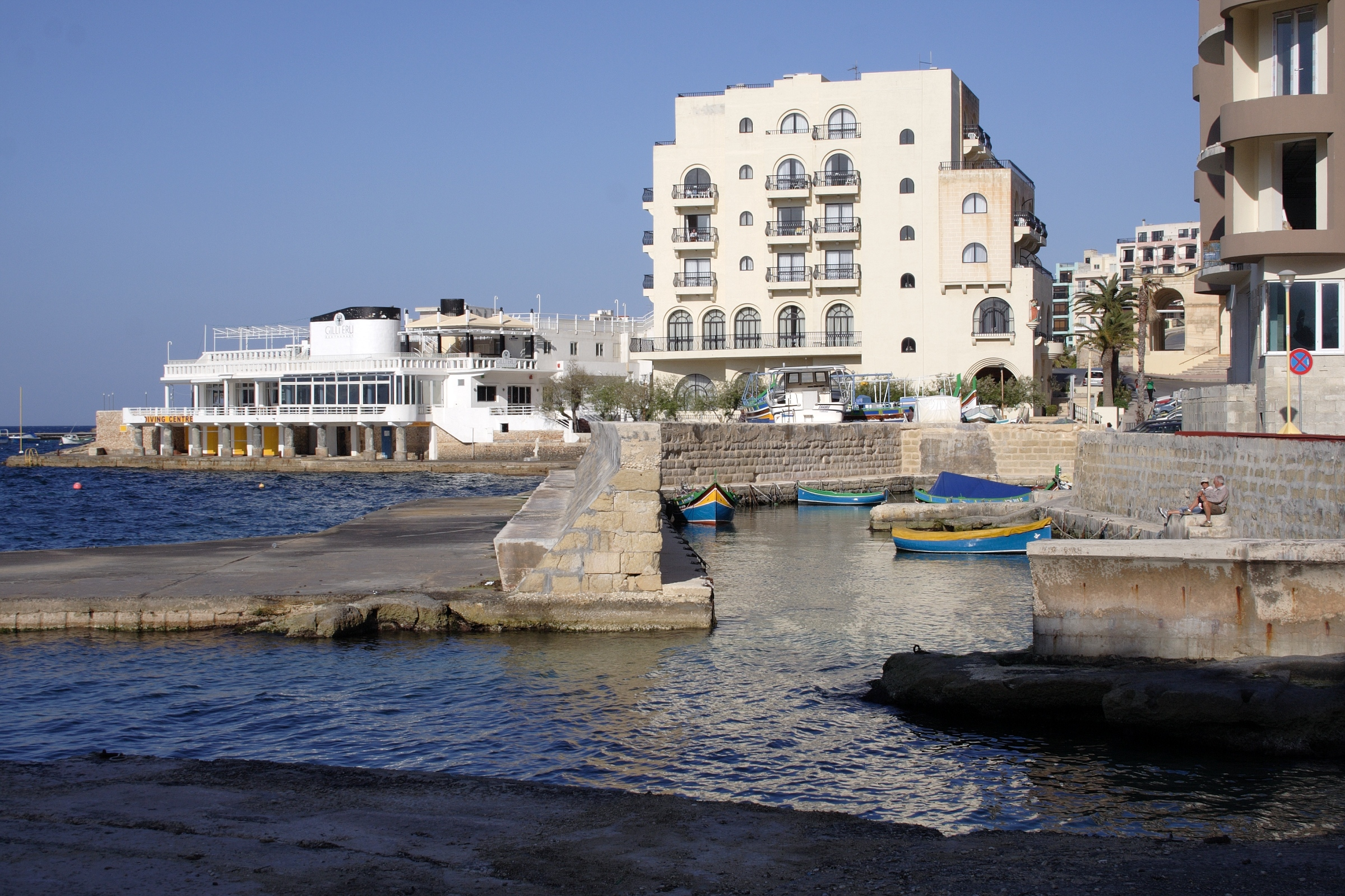
Der kleine Bootshafen Il Menga
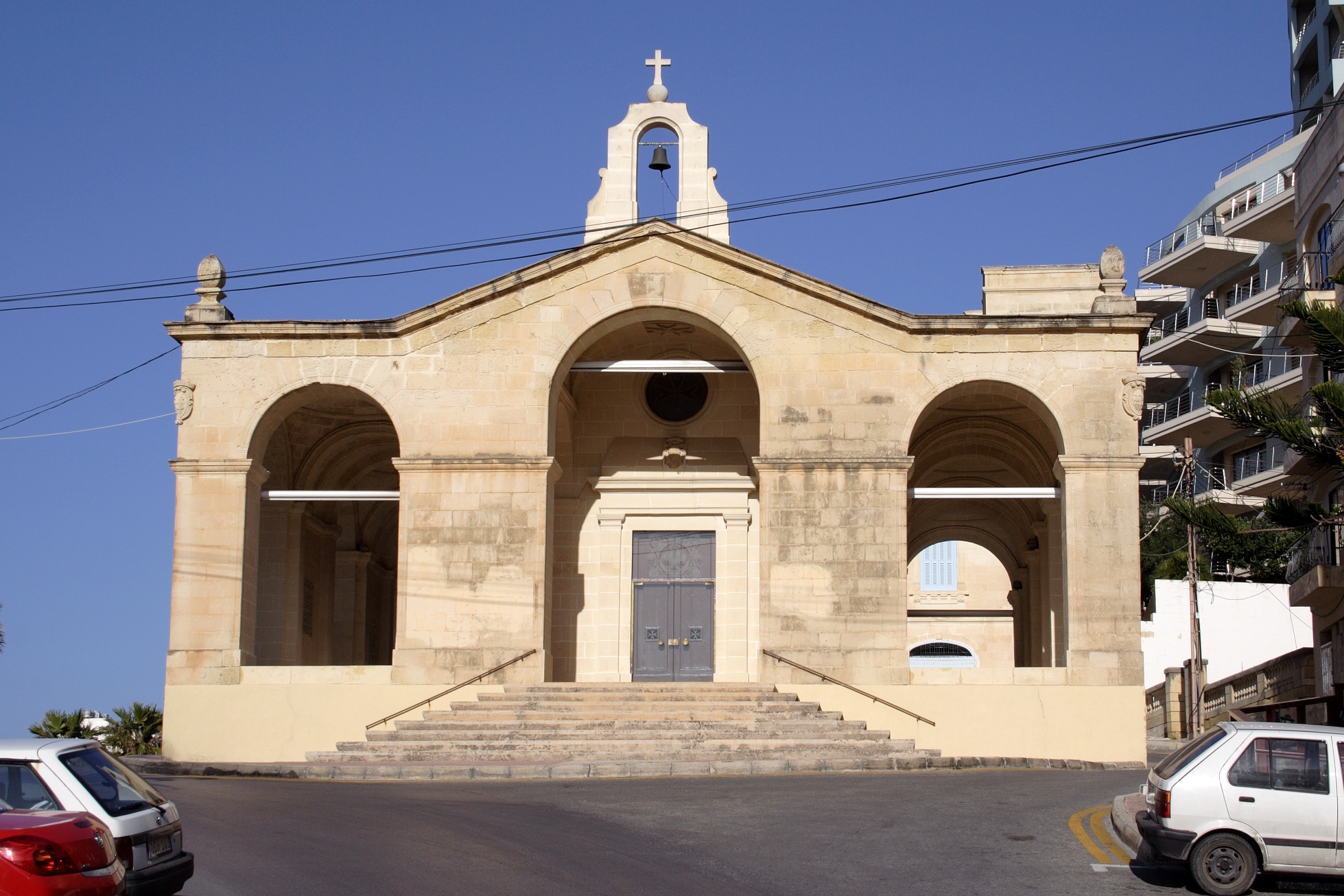
Die Kirche St. Paul’s shipwreck on Malta in St. Paul’s Bay.
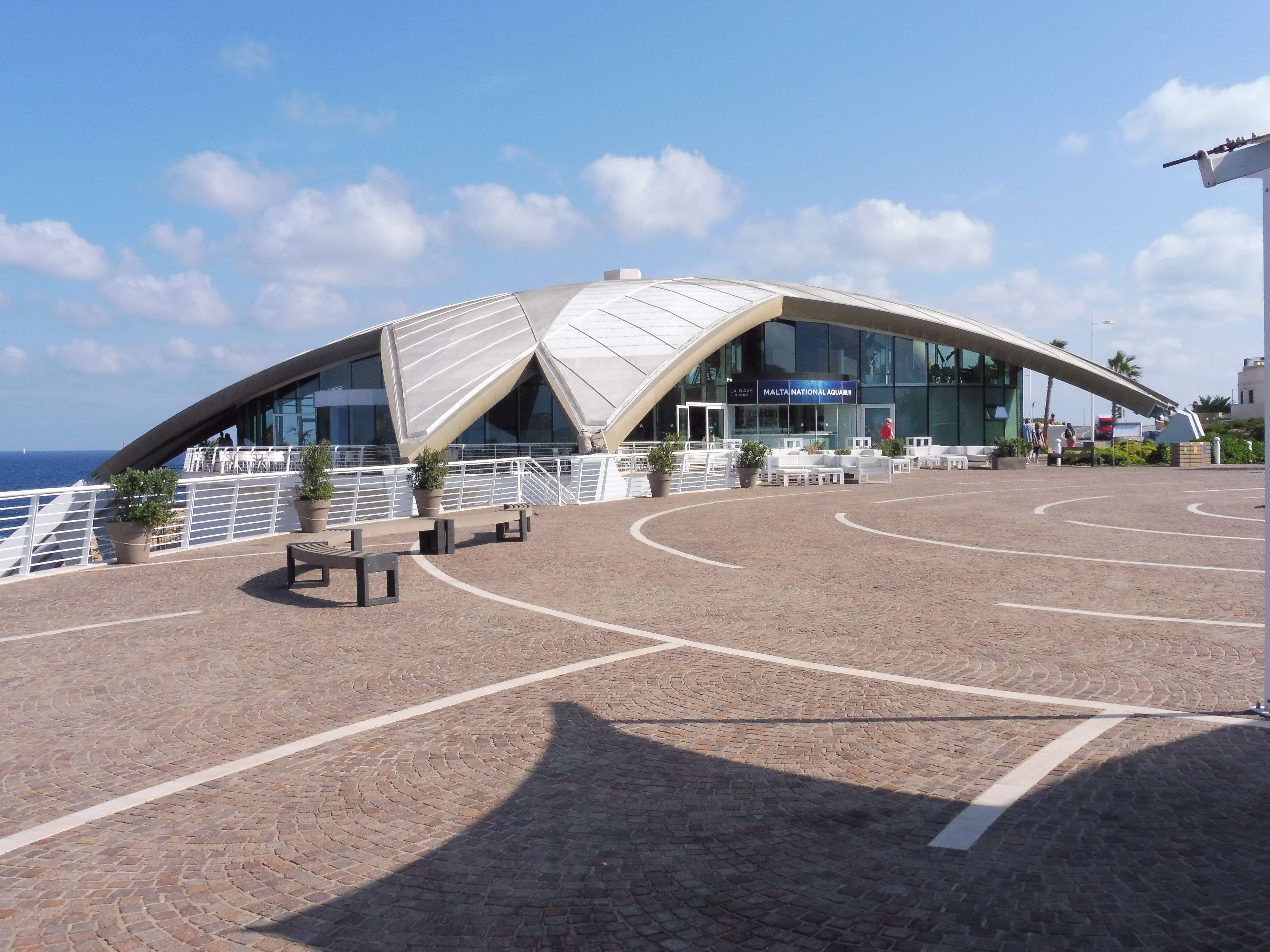
Malta National Aquarium